# Gudrun Chemnitzová
Gudrun Chemnitzová (nepřechýleně Gudrun Chemnitz; 11. srpna 1928, Alluitsoq – červenec 2004) byla grónská aktivistka za práva žen, učitelka, rozhlasová novinářka, redaktorka a překladatelka.

## Životopis
Gudrun Chemnitzová byla dcerou faráře Karla Johana Pavia Chemnitze (1884–1965) a jeho manželky Margrethe Kristine Rosy Julie Høeghové (1897–1978). Jejím bratrem byl Aage Chemnitz (1927-2006).
Vyrůstala v Alluitsoqu, Nanortaliku a v Dánsku. Dobré vzdělání bylo pro jejího otce důležité, a tak od roku 1944 navštěvovala dívčí Efterskole v Aasiaatu, kterou dokončila v roce 1946. Na doporučení ředitele školy Mikaela Gama pak odešla do Stevns Højskole v Dánsku. Poté navštěvovala seminář Th. Langse v Silkeborgu, který absolvovala v roce 1951. Po absolvování letního kurzu na Snoghøj Gymnastikhøjskole ve Fredericii se vrátila do Grónska, kde byla v roce 1952 zaměstnána jako učitelka v Aasiaatu. Po roce 1953 se se svým manželem přestěhovala do Nuuku, kde Gudrun učila v Grónském semináři a na Folkeskole Ukaliusaq až do roku 1975.
Do kontaktu s ženským hnutím se dostala prostřednictvím své tchyně Kathrine Chemnitzové a nakonec byla v roce 1965 zvolena její nástupkyní ve funkci předsedkyně grónského ženského sdružení Kalaallit Nunaanni Arnat Peqatigiit Kattuffiat (APK). Pod vedením Gudrun Chemnitzové sdružení zintenzivnilo svou činnost, v jejímž důsledku byl například v roce 1973 přijat zákon o potratech, který ženám umožnil podstoupit interrupci. Zasadila se o zřízení ženské vysoké školy, která by vzdělávala grónské ženy především v tradičních řemeslech. V roce 1968 schválila Grónská zemská rada zřízení ženské vysoké školy pod podmínkou, že Svaz žen bude hradit šest procent nákladů. V roce 1976 odstoupila z funkce předsedkyně. Teprve v následujícím roce byla škola, nazvaná Arnat Ilinniarfiat otevřen jako pobočka společnosti Knud Rasmussenip Højskolia. Gudrun pak až do roku 1995 pracovala jako řemeslná poradkyně Svazu žen.
Gudrun Chemnitzová byla od roku 1967 členkou zastupitelstva komunity v Nuuku, v letech 1971–1975 a 1979–1995 byla jeho předsedkyní. Dlouho také bojovala za zřízení kostela v okrese Nuussuaq. Od roku 1958 působila také jako rozhlasová novinářka a moderovala pořady jako Ranní modlitba, Ranní cvičení, Hodina pro děti, Školní rozhlas a různé pořady o ženských otázkách. Byla také aktivní jako spisovatelka, překládala knihy do grónštiny, redigovala vánoční časopis Juullisiutit, vydala několik knih s řemeslnou tematikou nebo napsala jubilejní publikaci Ženské vysoké školství v roce 1988. V letech 1971 až 1986 byla laickou soudkyní u Nejvyššího soudu Grónska.
Zemřela v roce 2004 ve věku 75 let.

## Rodina
Dne 5. září 1953 se provdala za svého bratrance Jørgena Chemnitze (1923–2001). Z manželství vzešlo deset dětí: Lise (*1954), Marie Kathrine (*1955), Nina (*1956), Karl (*1957), Jørgen (*1957), Ellen (*1959), Poul (*1961), Knud (*1962), Kirsten (*1964) a Per (*1966).